# Manlius Valerius Thomson
Manlius Valerius Thomson (* 13. August 1802 im Scott County, Kentucky; † 22. Juli 1850 in Georgetown, Kentucky) war ein US-amerikanischer Politiker. Zwischen 1840 und 1844 war er Vizegouverneur des Bundesstaates Kentucky.

## Werdegang
Manlius Thomson besuchte die öffentlichen Schulen seiner Heimat und studierte danach bis 1822 an der Transylvania University in Lexington. Nach einem Jurastudium und seiner Zulassung als Rechtsanwalt begann er in Georgetown in diesem Beruf zu arbeiten. Später schlug er als Mitglied der Whig Party eine politische Laufbahn ein. 1840 wurde er in den Senat von Kentucky gewählt, dessen amtierender Vorsitzender (Speaker) er wurde.
Ebenfalls im Jahr 1840 wurde Thomson an der Seite von Robert Letcher zum Vizegouverneur von Kentucky gewählt. Dieses Amt bekleidete er zwischen 1840 und 1844. Dabei war er Stellvertreter des Gouverneurs und offizieller Vorsitzender des Staatssenats. Nach dem Ende seiner Zeit als Vizegouverneur zog er wieder Mitglied in diese Parlamentskammer ein. Im Jahr 1847 wurde er während des Mexikanisch-Amerikanischen Krieges zum Oberst eines Infanterieregiments aus Kentucky ernannt. In dieser Eigenschaft nahm er am Krieg teil. Bei den Präsidentschaftswahlen des Jahres 1848 war er einer der Wahlmänner seiner Partei. Manlius Thomson starb am 22. Juli 1850 in Georgetown an der Cholera.